# Nichinyo I
Nichinyo I (japonès: 日如)  (Tòquio, 26 de febrer de 1935) és un sacerdot budista japonés i actual summe sacerdot de Nichiren Shōshū. El seu besavi fou el 56é summe sacerdot Nichiō I. De manera paral·lela al seu càrrec de summe sacerdot, Nichinyo és també el prior del Taiseki-ji, el temple principal de Nichiren Shōshū, localitzat als peus del mont Fuji, al Japó. El seu nom complet és Nichinyo Hayase (早瀬 日如, Hayase Nichinyo), el seu nom dhàrmic és Gikan (義寛) i el seu nom honorífic és Nichinyo Shōnin (日如聖人).
Nichinyo va nàixer el 26 de febrer de 1935 a l'antiga prefectura de Tòquio, ara Tòquio. A l'abril de 1943, Nichinyo és ordenat sacerdot de mans de son pare, el també sacerdot de Nichiren Shōshū Niji Hayase. Durant tots aquests anys exerceix com a professor de teologia budista fins que, el desembre de 1963, Nichinyo esdevé prior del Myōku-ji, a Itabashi, Tòquio. El març de 1972 és nomenat prior del Daigan-ji, a Shinjuku, Tòquio. Durant aquest temps, fou membre de l'organització interna del segon districte religiós de Tòquio, una de les divisions administratives de Nichiren Shōshū. El novembre de 1992, Nichinyo va deixar de ser prior del Daigan-ji per esdevindre prior del Hōdō-in, a Toshima, Tòquio. Eixe mateix any, un mitjà periodístic afí a la Sōka Gakkai (SG) l'involucra en un pla per a assassinar Daisaku Ikeda, president de la SG. Finalment, l'1 de desembre de 2005 va ser nomenat 68é summe sacerdot de Nichiren Shōshū, i també prior de Taiseki-ji, després de la renúncia del fins aleshores summe sacerdot, Nikken II. Durant el seu mandat com a summe sacerdot, Nichinyo ha emprés diferents tasques de conservació i restauració del temple principal, ha continuat l'expansió mundial de Nichiren Shōshū que iniciaren els seus predecessors i, l'any 2021 i 2022, va celebrar el 800 aniversari del naixement de Nichiren.